# Bataan
Koordinaten: 14° 42′ N, 120° 24′ O
Bataan ist eine philippinische Provinz in der Region Central Luzon auf der Insel Luzon, die das gesamte Gebiet der gleichnamigen Halbinsel einnimmt. Die Hauptstadt der Provinz ist Balanga City.

## Geographie

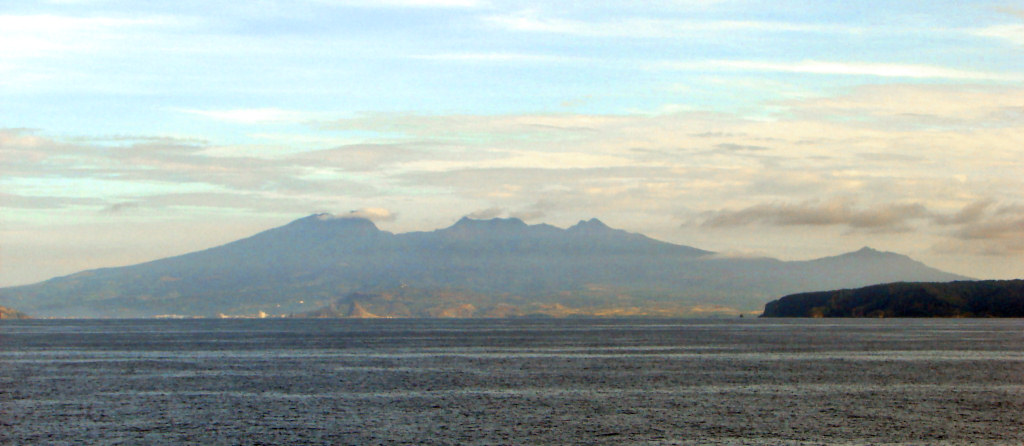
Der Vulkan Mariveles, Bataan

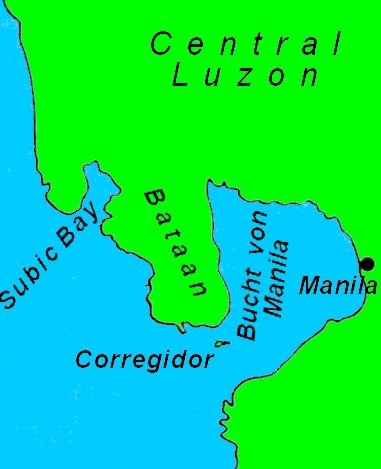
Karte der Halbinsel Bataan und ihrer Umgebung

Die Provinz umfasst die gesamte Halbinsel Bataan, welche zwischen dem Südchinesischen Meer und der Bucht von Manila liegt. Im Norden grenzt sie an die beiden Provinzen Zambales und Pampanga. Der Halbinsel vorgelagert liegt die kleine Insel Corregidor, die jedoch nicht Teil der Provinz Bataan ist. Die Halbinsel Bataan ist ein Ausläufer der Zambales-Berge. 80 Prozent der Landfläche ist geprägt von den zwei Vulkanen Mariveles und Natib und den umliegenden Bergen. Der Natib ist mit 1253 Metern der höchste Berg der Provinz. Um den Berg erstreckt sich der Bataan-Nationalpark, dem sich im Nordosten das Subic Watershed Forest Reserve anschließt.

## Städte und Stadtgemeinden
Bataan ist untergliedert in eine Stadt und elf Stadtgemeinden, die sich wiederum in 237 Baranggays aufteilen:
Städte:
- Balanga City

Stadtgemeinden:
| - Abucay - Bagac - Dinalupihan - Hermosa | - Limay - Mariveles - Morong - Orani | - Orion - Pilar - Samal |

## Geschichte
Im späten 16. Jahrhundert hatte der chinesische Piratenführer Limahong hier einen Stützpunkt, von dem aus er vergeblich versuchte, die Insel Luzon zu erobern.
1647 landeten hier holländische Marineschiffe und versuchten, das Land von den Spaniern zu erobern. Dabei brachten die Truppen die Einwohner der Stadt Abucay um.
Bataan wurde im Zweiten Weltkrieg bekannt, als es im April 1942 von japanischen Truppen erobert wurde. Die Halbinsel und Corregidor boten den philippinischen und US-amerikanischen Streitkräften die letzte Rückzugsmöglichkeit. Als die japanische Armee die Halbinsel eroberte und die gegnerischen Truppen zur Aufgabe am 9. April 1942 zwang, machte sie eine sehr große Zahl an Kriegsgefangenen. Diese traten von hier aus den sogenannten Todesmarsch von Bataan an.

## Wirtschaft
In Bataan steht das einzige Kernkraftwerk der Philippinen, das 1984 fertiggestellte Kernkraftwerk Bataan; bisher wurde es allerdings nicht in Betrieb genommen. Unter Umständen soll es in ein Gaskraftwerk umgebaut werden.
Das Kernkraftwerk war ein Projekt von Präsident Ferdinand Marcos. Nach dessen Sturz im Februar 1986 stoppte seine Nachfolgerin Corazon Aquino den zu 98 Prozent fertiggestellten Kernreaktor aus Sicherheitsgründen: die Philippinen gehören (wie Java) zum pazifischen Feuerring, einer tektonisch sehr unruhigen Region mit vielen Erdbeben und Vulkanen. Die Region Bataan wird dominiert von den Vulkanen Mariveles, Natib und Pinatubo. Letzterer brach nach 611 Jahren Inaktivität am 12. Juni 1991 aus. Weltweit war monatelang schwefelhaltiger Nebel in der Atmosphäre, und die Temperatur sank zeitweise um 0,5 Grad. Der Standort des Kernkraftwerks liegt im möglichen Einzugsbereich eines pyroklastischen Stroms des Natibs.

## Persönlichkeiten
- Cayetano Arellano (1847–1920), der erste Vorsitzende des Obersten Gerichtshofes der Philippinen
- Oscar V. Cruz (1934–2020), Geistlicher und Erzbischof von Linayen-Dagupan